# جورج فیشر
جورج فیشر (به انگلیسی: Georg Fischer) شرکت مهندسی سوئیسی است، که در زمینه ارائه راه‌حل‌های ماشین‌کاری، خودروسازی و سیستمهای پایپینگ فعالیت می‌کند.
شرکت جورج فیشر شامل سه بخش GF Piping Systems ,GF Automotive و GF Machining Solutions می‌باشد.
شرکت جورج فیشر در ۳۲ کشور جهان دارای بیش از ۱۲۶ شرکت تابعه است که ۴۷ تای آنها شرکت‌های تولیدی هستند. همچنین شمار کارکنان این شرکت در حدود ۱۴۱۰۰ نفر است.
دفتر مرکزی این شرکت در شهر شفوزان، سوئیس قرار دارد.

## وضعیت جورج فیشر در جهان
شرکت جورج فیشر در سال 1802 میلادی در کشور سوئیس تاسیس گردید. در حال حاضر تمرکز اصلی این شرکت بر روی سه زمینه ی سیستم های لوله کشی، ساخت قطعات خودرو و ابزار کنترل و ماشین آلات می باشد. مدیریت مرکزی و سایت اصلی تولید سیستم های لوله کشی جورج فیشر در شهر Schaffhausen کشور سوئیس قرار دارد. این شرکت دارای 125 دفتر نمایندگی و 59 کارخانه ی تولید در کشورهای مختلف جهان است.  جورج فیشر یک شرکت پیشرو در ارائه راه حل های سیستم های لوله کشی است.